# ریچارد جفریس
ریچارد جفریس (انگلیسی: Richard Jefferies; ۶ نوامبر ۱۸۴۸ – ۱۴ اوت ۱۸۸۷) شاعر، نویسنده، و روزنامه‌نگار اهل پادشاهی متحد بریتانیای کبیر و ایرلند بود که برای توصیف تصویری از زندگی روستایی انگلیسی در مقالات، کتاب های تاریخ طبیعی و رمان ها شروع به نوشتن آثار خود کرد.